# فردا نوبت من است
فردا نوبت من است (انگلیسی: Tomorrow Is My Turn) فیلمی به کارگردانی آندره کایات است که در سال ۱۹۶۰ منتشر شد. از بازیگران آن می‌توان به شارل آزناوور اشاره کرد.
این فیلم توانست جایزهٔ شیر طلایی جشنواره فیلم ونیز را از آنِ خود کند.